# آبشار مانتوخا
آبشار مانتوخا (به انگلیسی: Manthokha Waterfall) یک آبشار در پاکستان است که در ناحیه کهرمنگ واقع شده‌است.